# Bệnh nấm sau dùng corticosteroid

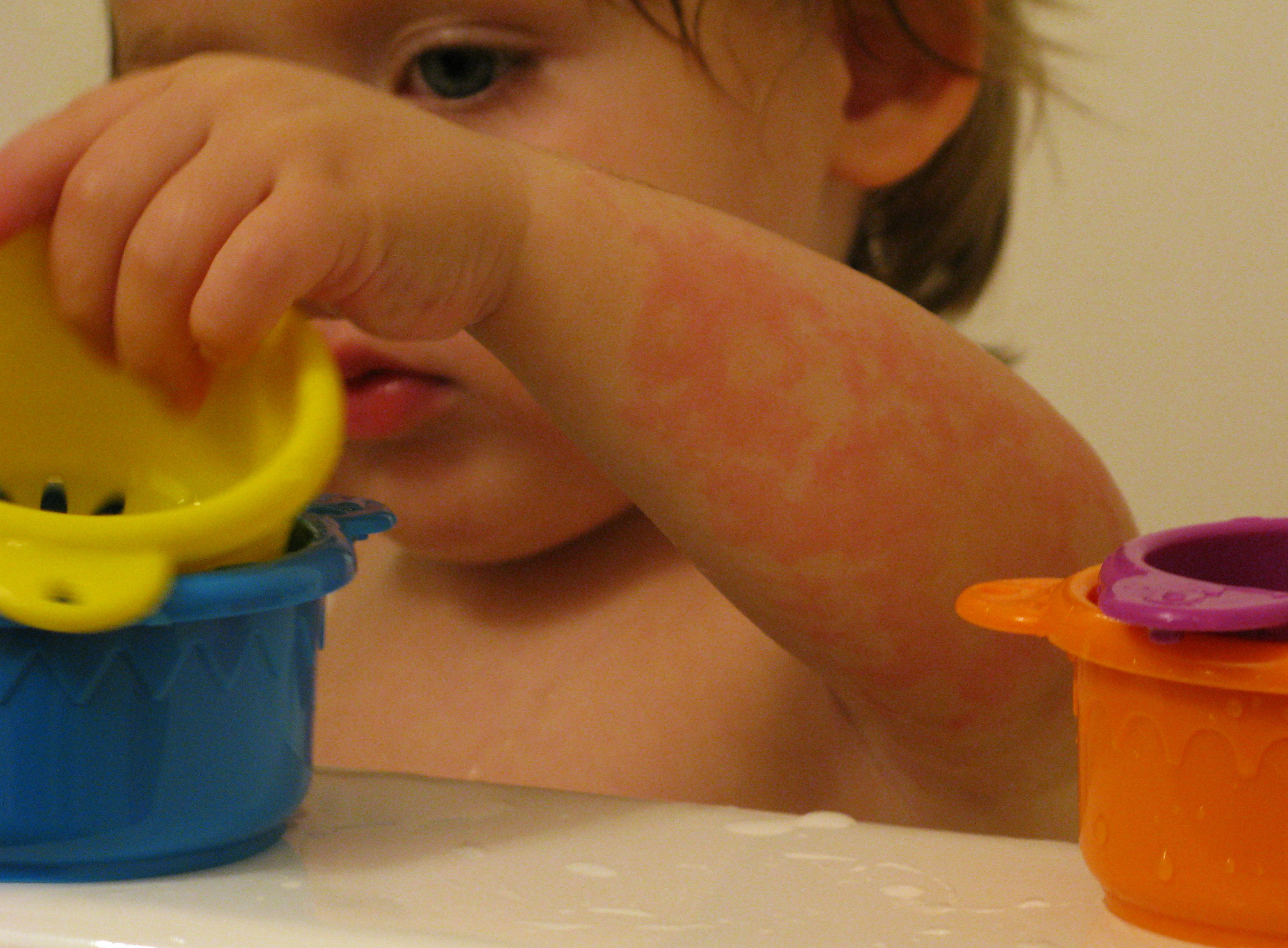
Nấm ở cánh tay trẻ sau khi điều trị viêm da tiếp xúc.

Bệnh nấm sau dùng corticosteroid là tình trạng nhiễm nấm ngoài da và thường xuất hiện sau khi sử dụng các thuốc ức chế miễn dịch bôi tại chỗ. Hay gặp nhất là corticosteroid (steroid bôi tại chỗ). Trong trường hợp này, do phản ứng viêm ức chế nên tổn thương nấm trên da không có giới hạn rõ và màu đỏ rõ. Đôi khi tổn thương bội nhiễm vi khuẩn sẽ xuất hiện thêm mụn mủ và chốc.

## Chẩn đoán
Trên bệnh nhân có tiền sử sử dụng steriod bôi tại chỗ hoặc các thuốc ức chế miễn dịch có xuất hiện ban đỏ trên mặt, mắt cá chân, chân hoặc bẹn.
Khẳng định chẩn đoán bằng cách cạo da rồi nuôi cấy nấm và/hoặc soi kính hiển vi với dung dịch kali hydroxid. Các sợi nấm đặc trưng có thể thấy xuyên qua các tế bào biểu mô.

## Nguyên nhân
Sử dụng steroid bôi tại chỗ là nguyên nhân phổ biến nhất. Do vậy bác sĩ thường kê kem kết hợp steroid bôi tại chỗ và thuốc chống nấm. Các thuốc thường dùng gồm betamethasone dipropionate kết hợp với clotrimazole (tên thương mại là Lotrisone) và triamcinolone acetonide kết hợp với clotrimazole. Sự kết hợp được sử dụng để điều trị nhiễm nấm ở các vùng da hở. Tuy nhiên ở các vùng da kín (bẹn, khe mông, nách), sự ức chế miễn dịch bởi steroid bôi có thể gây nấm kể cả khi đã dùng thuốc chống nấm đặc hiệu.

## Điều trị
Thông thường chỉ cần ngừng sử dụng steroid bôi hoặc thuốc ức chế miễn dịch và điều trị bằng thuốc kháng nấm là đạt hiệu quả. Nếu nấm lan quá rộng hoặc tại vùng tóc cần điều trị bằng thuốc kháng nấm đường toàn thân tối thiểu ba tuần. Trường hợp tổn thương rộng có thể điều trị hơn một tháng.

## Ttham khảo
1. ↑  Habif, T. P. (1995) Clinical Dermatology.  Mosby, 3rd ed.; pp. 41-42.